# Élections législatives de 1919 dans l'Indre
Les élections législatives de 1919 ont eu lieu le 16 novembre 1919.

## Résultats à l'échelle du département
| Liste          | Liste                                     | Moyenne        | %      | Sièges | Candidat                | Candidat      | Tendance | Voix   | %     |
| -------------- | ----------------------------------------- | -------------- | ------ | ------ | ----------------------- | ------------- | -------- | ------ | ----- |
|                | Liste républicaine                        | 28 240         | 44,26  | 4      |                         | Henri Fougère | FR       | 30 874 | 48,39 |
|                | Liste républicaine                        | 28 240         | 44,26  | 4      | Anselme Patureau-Mirand | FR            | 29 988   | 47,00  |       |
|                | Liste républicaine                        | 28 240         | 44,26  | 4      | Jean Henri Le Febvre    | FR            | 26 524   | 41,57  |       |
|                | Liste républicaine                        | 28 240         | 44,26  | 4      | Joseph Patureau-Mirand  | ARD           | 27 699   | 43,41  |       |
|                | Liste républicaine                        | 28 240         | 44,26  | 4      | Forien                  | FR            | 26 115   | 40,93  |       |
|                |                                           |                |        |        |                         |               |          |        |       |
|                | Liste d'Union républicaine                | 21 169         | 33,18  | 1      |                         | Paul Bénazet  | ARD      | 22 282 | 34,92 |
|                | Liste d'Union républicaine                | 21 169         | 33,18  | 1      | Cosnier                 | PRRRS         | 21 363   | 33,48  |       |
|                | Liste d'Union républicaine                | 21 169         | 33,18  | 1      | Raymond Dauthy          | PRRRS         | 19 863   | 31,13  |       |
|                |                                           |                |        |        |                         |               |          |        |       |
|                | Liste républicaine des groupes de gauches | 11 273         | 17,67  | 0      |                         | Lucien Dumont | PRS      | 10 565 | 16,56 |
|                | Liste républicaine des groupes de gauches | 11 273         | 17,67  | 0      | Lerat                   | DVG           | 11 981   | 18,78  |       |
|                |                                           |                |        |        |                         |               |          |        |       |
|                | Liste du Parti socialiste unifié          | 10 800         | 16,93  | 0      |                         | Boisserie     | SFIO     | 9 936  | 15,57 |
|                | Liste du Parti socialiste unifié          | 10 800         | 16,93  | 0      | Helies                  | SFIO          | 11 511   | 18,04  |       |
|                | Liste du Parti socialiste unifié          | 10 800         | 16,93  | 0      | Turin                   | SFIO          | 10 953   | 17,17  |       |
|                |                                           |                |        |        |                         |               |          |        |       |
|                | Candidature isolée                        | 5 985          | 9,38   | 0      |                         | Chiappe       | DIV      | 5 985  | 9,38  |
|                |                                           |                |        |        |                         |               |          |        |       |
|                | Liste radicale-socialiste                 | 2 635          | 4,13   | 0      |                         | Mathieu       | PRRRS    | 5 160  | 8,09  |
|                | Liste radicale-socialiste                 | 2 635          | 4,13   | 0      | Collin                  | PRRRS         | 110      | 0,17   |       |
|                |                                           |                |        |        |                         |               |          |        |       |
| Inscrits       | Inscrits                                  | Inscrits       | 87 407 | 100,00 |                         |               |          |        |       |
| Votants        | Votants                                   | Votants        | 66 446 | 76,02  |                         |               |          |        |       |
| Abstentions    | Abstentions                               | Abstentions    | 20 961 | 23,98  |                         |               |          |        |       |
| Blancs et nuls | Blancs et nuls                            | Blancs et nuls | 2 638  | 3,97   |                         |               |          |        |       |
| Exprimés       | Exprimés                                  | Exprimés       | 63 808 | 96,03  |                         |               |          |        |       |